# Лемма Безиковича о покрытиях
Лемма Безиковича о покрытиях — классический результат комбинаторной геометрии важный в теории меры и близкий к лемме Витали. 
Доказана Абрамом Безиковичем в 1945 году.

## Формулировка
Для любого натурального {\displaystyle n} существует такое натуральное {\displaystyle M=M(n)}, что верно
следующее.
Пусть {\displaystyle {\mathfrak {B}}} — произвольное множество замкнутых шаров в {\displaystyle \mathbb {R} ^{n}} с радиусами не больше 1.
Тогда можно выбрать не более чем счётный набор шаров {\displaystyle {\mathfrak {B}}'\subset {\mathfrak {B}}},
такой что центр любого шара из {\displaystyle {\mathfrak {B}}} принадлежит хотя бы одному шару из {\displaystyle {\mathfrak {B}}'}
и при этом семейство {\displaystyle {\mathfrak {B}}'} можно разбить на {\displaystyle M} подсемейств с попарно непересекающимися шарами в каждом.

### Замечания
- Можно предположить, что {\displaystyle M(n)=5^{n}}.

Восемь попарно пересекающихся кругов не содержащих центры друг друга.

- Оптимальная константа не известна даже для плоскости; нижняя оценка 8 (следует из примера на рисунке) и верхняя 19.[1][2]

## Применения
Область применений леммы Безиковича близка к области применений леммы Витали. 
Но лемма Безиковича применима для произвольных мер, но только для простых метрических пространств, включая евклидово пространство, в то время как Лемма Витали применима на произвольных метрических пространствах для мер {\displaystyle \mu } обладающих свойством удвоения. 
Последнее означает, что для некоторой вещественной константы {\displaystyle C} и произвольного шара {\displaystyle B} имеем 
{\displaystyle \mu (2\cdot B)\leq C\cdot \mu (B)}.

## Вариации и обобщения
- Достаточным условием для выполнения леммы Безиковича в метрическом пространстве является так называемая ограниченность по направлениям. Это свойство ввёл в рассмотрение Герберт Федерер.[3]